# Rdest vláskovitý
Rdest vláskovitý (Potamogeton trichoides) je druh jednoděložných rostlin z čeledi rdestovité (Potamogetonaceae).

## Popis
Jedná se vodní rostlinu s jednoletou lodyhou, bez oddenku, přezimuje pomocí turionů. Patří mezi tzv. úzkolisté rdesty. Lodyha je až 90 cm dlouhá, polooblá. Listy jsou jednoduché, jen ponořené, přisedlé, střídavé, čepele jsou velmi úzké, úzce čárkovité až štětinovité, 3,1–5,2 cm dlouhé a 0,3–1 mm široké, na vrcholu zašpičatělé. Listy jsou 3 žilné, ale postranní žilky jsou tenké a zvláště v horní části listů málo patrné, zato prostřední žilka je silnější, dole zabírá i 1/3 a 2/3 šířky čepele. Palisty jsou vyvinuty, na odvrácené od listu nejsou srostlé a objímají lodyhu, jsou asi 0,7–1,8 cm (v prudící vodě až 2,7 cm) dlouhé, Jedná se o jednodomou rostlinu s oboupohlavnými květy. Květy jsou v květenstvích, ve klasech na cca 2–5 cm dlouhé stopce, klasy jsou krátké a chudé, obsahují jen 2–3 přesleny květů později obsahují jen několik málo (nejčastěji 2–3) plody. Okvětí není rozlišeno na kalich a korunu, skládá se ze 4 okvětních lístků, většinou nenápadných, zelenavých až hnědavých, někteří autoři je však považují za přívěsky tyčinek. Tyčinky jsou 4, srostlé s okvětím. Gyneceum je apokarpní, složené jen z 1 (vzácněji až 3) plodolistů. Semeník je svrchní. Plodem je nažka, na vrcholu s krátkým zobánkem.

## Rozšíření ve světě
Rdest vláskovitý roste roztroušeně v Evropě, nejvíce střední, málo zasahuje do severní Afriky a západní Asie.

## Rozšíření v Česku
V ČR roste roztroušeně až vzácně od nížin do podhůří ve středních, východních a jižních Čechách, Na Moravě v Pomoraví a dolním Podyjí, jinde je velmi vzácný nebo chybí. Jedná se o silně odrožený druh flóry ČR, kategorie C2.